# Lykaon (Arkadier)

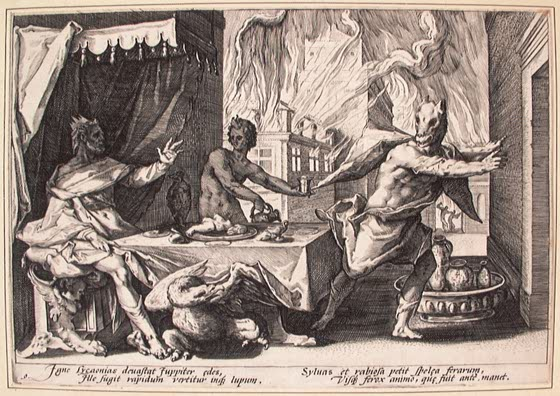
Lycaon in einem Druck von 1589

Lykaon (altgriechisch Λυκάων Lykáōn) ist in der griechischen Mythologie König der Arkadier und Sohn des Pelasgos. Er gründete die Stadt Lykosoura, die älteste des Landes. Außerdem stiftete er den Kult des Lykäischen Zeus auf dem Berg Lykaion, bei dem nach Platon noch in historischer Zeit Menschenopfer dargebracht wurden, und die Lykäischen Kampfspiele, die angesehensten in Arkadien.

## Mythos
Lykaon war der Vater eines zahlreichen Geschlechts von Söhnen (sämtlich Personifikationen arkadischer Städte), die an Frevelmut alle Menschen übertrafen und deshalb von Zeus, bis auf einen (Nyktimos), vertilgt wurden. Ihrer Gottlosigkeit schrieb man die Deukalionische Flut zu, die Zeus zur Vertilgung des entarteten Menschengeschlechts schickte.
Die Gestalt des Lykaon wird in den antiken Quellen tendenziell negativ beurteilt. Seine Verdienste als Stadtgründer und Kultstifter in Arkadien werden besonders von Pausanias hervorgehoben. Die folgende Liste stellt die Versionen des Apollodor und des Pausanias dar.
Die Söhne des Lykaon:
| Nr. | Name       | gründet | Nr. Paus. |
| --- | ---------- | ------- | --------- |
| 1   | Melaineus  |         | 13        |
| 2   | Thesprotos |         |           |
| 3   | Helix      |         | 8         |
| 4   | Nyktimos   |         | 1         |
| 5   | Peuketios  |         |           |
| 6   | Kaukon     |         |           |
| 7   | Mekisteus  |         |           |
| 8   | Hopleus    |         |           |
| 9   | Makareus   |         | 7         |
| 10  | Makednos   |         |           |
| 11  | Horos      |         |           |
| 12  | Polichos   |         |           |
| 13  | Akontes    |         |           |
| 14  | Euaimon    |         |           |
| 15  | Ankyor     |         |           |
| 16  | Archebates |         |           |
| 17  | Karteron   |         |           |
| 18  | Aigaion    |         |           |
| 19  | Pallas     |         | 2         |
| 20  | Eumon      |         |           |
| 21  | Kanethos   |         |           |
| 22  | Prothoos   |         |           |
| 23  | Linos      |         |           |
| 24  | Korethon   |         |           |
| 25  | Mainalos   |         | 16        |
| 26  | Teleboas   |         |           |
| 27  | Physios    |         |           |
| 28  | Phassos    |         |           |
| 29  | Phthios    |         |           |
| 30  | Lykios     |         | 24        |
| 31  | Halipheros |         | 25        |
| 32  | Genetor    |         |           |
| 33  | Bukolion   |         |           |
| 34  | Sokleus    |         |           |
| 35  | Phineus    |         |           |
| 36  | Eumetes    |         |           |
| 37  | Harpaleus  |         |           |
| 38  | Portheus   |         |           |
| 39  | Platon     |         |           |
| 40  | Haimon     |         | 14        |
| 41  | Kynaithos  |         |           |
| 42  | Leon       |         |           |
| 43  | Harpalykos |         |           |
| 44  | Heraieus   |         | 26        |
| 45  | Titanas    |         |           |
| 46  | Mantinoos  |         | 18        |
| 47  | Kleitor    |         |           |
| 48  | Stymphalos |         |           |
| 49  | Orchomenos |         |           |

| Nr. | Name                         | gründet                   | Nr. Apoll. |
| --- | ---------------------------- | ------------------------- | ---------- |
| 1   | Nyktimos                     |                           | 4          |
| 2   | Pallas                       | Pallantion                | 19         |
| 3   | Oresteus                     | Oresthasion               |            |
| 4   | Phigalos                     | Phigaleia                 |            |
| 5   | Trapezeus                    | Trapezoeis                |            |
| 6   | Daseatos                     | Dasea                     |            |
| 7   | Makareus                     | Makaria                   | 9          |
| 8   | Helisson                     | Helisson                  | 3          |
| 9   | Akakos                       | Akakesion                 |            |
| 10  | Thoknos                      | Thoknia                   |            |
| 11  | Orchomenos (Sohn des Lykaon) | Orchomenos und Methydrion |            |
| 12  | Hypsos                       | Hypsos                    |            |
| 13  | Melaineus                    | Melaineai                 | 1          |
| 14  | Haimon                       | Haimoniai                 | 40         |
| 15  | Thyraios                     | Thyrion                   |            |
| 16  | Mainalos                     | Mainalos                  | 25         |
| 17  | Tegeates                     | Tegea                     |            |
| 18  | Mantineus                    | Mantineia                 | 46         |
| 19  | Kromos                       | Kromoi                    |            |
| 20  | Charisios                    | Charisia                  |            |
| 21  | Trikolonos                   | Trikolonoi                |            |
| 22  | Peraithos                    | Peraethenses              |            |
| 23  | Aseatas                      | Asea                      |            |
| 24  | Lykios?                      | Lykoa                     | 30         |
| 25  | Alipheros                    | Aliphera                  | 31         |
| 26  | Heraieus                     | Heraiea                   | 44         |
| 27  | Oinotros                     | Oinotria                  |            |

## Versionen des Mythos
Vom Lykaon-Mythos, sehr früh bereits von Hesiod berichtet (Fragmenta astronomica, bei Eratosthenes, Katasterismi), gibt es mehrere Versionen von verschiedenen Autoren, von denen die Schilderung im Ersten Buch der Metamorphosen des Ovid am berühmtesten ist.
Die verschiedenen Versionen des Mythos sind wie folgt:
- Nach Pausanias[6] wurde Lykaon augenblicklich in einen Wolf verwandelt, nachdem er auf dem Altar des Gottes Zeus ein Kind geopfert und den Altar mit dessen Blut besprengt hatte.
- Nach der Bibliotheke des Apollodor[7] hatte Lykaon mit vielen Frauen 50 Söhne gezeugt, welche alle Menschen an Übermut und Ruchlosigkeit übertrafen. Um sie zu prüfen, kam Zeus in Gestalt eines dürftigen Tagelöhners zu ihnen. Sie mischten ihm die Eingeweide eines Kindes unter das Essen, woraufhin Zeus im Zorn den Tisch mit dem servierten Mahl umwarf, was den Namen der Stadt Trapezous erklärt, und Lykaon und seine Söhne mit einem Blitz tötete. Lediglich den jüngsten verschonte er auf Eingreifen der Erdgöttin Ge.
- Nach Lykophron wurden alle in Wölfe verwandelt.
- Nach Hyginus[8] kam Jupiter zu Lykaon um seiner Tochter Kallisto willen. In dieser Version wird nur Lykaon in einen Wolf verwandelt und seine Söhne mit dem Blitz erschlagen.
- Bei Nikolaos von Damaskus sind nur Lykaons Söhne ruchlos. Um Zeus zu prüfen, mischten sie das Fleisch eines Knaben unter das Opfer, woraufhin alle, die beim Mord des Kindes anwesend waren, von Blitzen erschlagen wurden.
- Nach Ovid[9] ist es nur Lykaon, welcher dem Zeus das Fleisch eines Gefangenen, teils gekocht und teils geröstet, vorsetzt. Zeus lässt daraufhin das Dach einstürzen und verwandelt den fliehenden Lykaon in einen Wolf.
- Nach Eratosthenes schlachtete Lykaon seinen Enkel, welchen Zeus wieder zusammensetzte und zu einem Sternbild machte.

## Trivia
Lycaon ist eine Figur in Christoph Ransmayrs Die letzte Welt, erschienen 1988.
In der Fernsehserie Teen Wolf stellt Lycaon den Ursprung der Werwolf-Blutlinie dar.
Im Videospiel Resident Evil Village stellen sogenannte Lycans, Mischwesen aus Mensch und Wolf, einen Gegnertypen dar.
Auch eine Dampflokomotive in Österreich wurde nach ihm benannt, die 'Licaon' der kkStB 289 war bis 2004 die älteste Betriebsfähige Dampflokomotive der Welt.